# رشيد نكاز
رشيد نكاز (ولد في 9 يناير 1972، فيلنوف سان جورج، فرنسا) هو رجل أعمال وناشط سياسي جزائري وكان يحمل الجنسية الفرنسية ثم تخلى عنها طوعيا.وأحد المرشحين للانتخابات الرئاسيات الجزائرية لسنة 2014 و2019.
دخل السجن عدت مرات تحت مزاعم مختلفة، وذلك على خلفية تصريحه في فيديو عبر شبكات التواصل الاجتماعي، والمساس بالوحدة الوطنية، قبع في السجن أكثر من سنة وخرج منه بعفو رئاسي صادر من الرئيس الجزائري عبد المجيد تبون.

## نشأته ودراسته
ولد في 9 يناير 1972، فيلنوف سان جورج، فرنسا لأبوين هاجرا من الجزائر واستقرا في فرنسا. أبوه يتحدر من ولاية الشلف بالغرب الجزائري أما والدته من بجاية. نشأ في حي شعبي في منطقة فال دو مارن، دون أن يقع في شراك الفشل الدراسي الذي يتربص بأبناء الكثيرين من المهاجرين، فدرس التاريخ والفلسفة في جامعة السوربون. أسس مع زميل فرنسي وزميلة مهاجرة ناديا للمرشحين باسم «هيا فرنسا»، وهي جمعية تدعو لتسجيل كافة المواطنين، بشكل آلي، على اللوائح الانتخابية.

### نشاطه السياسي في فرنسا
سنة 2006 أعلن نيته الترشح للانتخابات الرئاسية الفرنسية في 2007, ولكي يقبل ترشيحه، كان عليه جمع 500 توقيع مؤيد وداعم للترشيح من رؤساء البلديات.
تمكن من جمع 521 وعداً بالدعم من رؤساء البلديات لكنه انسحب من السباق لعدم تمكنه من إتمام 500 بفارق 13 توقيع، رجح نكاز سبب ذلك إلى ضغوط تعرض لها داعموه لحجب الدعم الذي كانوا قد وعدوه به، كما أعلن أن مقر حملته الانتخابية تعرض للسرقة وهرب اللصوص بالحاسوب الذي يحتوي على هواتف وعناوين رؤساء البلديات.
خاض بعدها الانتخابات التشريعية لعام 2007 تحت لواء حزب يحمل اسمه ولم يحصد ما يذكر من أصوات. وبعدها غير حزب رشيد نكاز اسمه إلى «التجمع الاجتماعي الديمقراطي»، وخاض الانتخابات البلدية وتمكن من الحصول على نسبة تزيد على 5 في المائة من أصوات ناخبي بلدة أورلي.
في أبريل 2011 أعلن ترشحه للانتخابات الرئاسية الفرنسية لسنة 2012, لكنه لم يتجاوز الانتخابات التمهيدية داخل الحزب الاشتراكي.
اشتُبه بتورطه في محاولة شراء صوت عمدة بلدية لصالح مرشحة حزبه، واتهم بالرشوة واعتقل للتحقيق معه في مارس 2012.

### دعم الحرية
بعد إقرار قانون حظر ارتداء النقاب في الأماكن العمومية، وفرض غرامات مالية على المخالفات، تصدى نكاز لهذا القانون ومنذ بدء تطبيق قانون منع غطاء الوجه بعث نكاز بخطابات إلى كافة مراكز الشرطة في فرنسا يتطوع فيها لدفع كل الغرامات التي يحررها أفراد الدوريات ضد النساء اللاتي يخالفن القانون وينزلن إلى الشوارع بنقابهن. دفع جميع الغرامات المتوجبة على النساء لارتدائهن البرقع في فرنسا وبلجيكا، لكنه يقول أن الشرطة تتردد الآن في تغريم المنقبات لأنها تدرك أنه سيدفع الغرامة، عوضاً عن الغرامة فإنها تلجأ إلى مضايقة المنقبات بالاستجوابات.

### ترشحه للانتخابات الرئاسية الجزائرية (2014)
في يونيو 2013 أعلن نكاز عن نيته في الترشح للانتخابات الرئاسية الجزائرية لعام 2014. روّج في حملته لعدة أفكار كان منها:
- تغيير العاصمة نحو ولاية الجلفة الداخلية
- إلغاء الخدمة العسكرية
- تكوين جيش احترافي
- تخصيص منحة عشرة آلاف دينار للعائلات الفقيرة
- التخلي عن الراتب إذا فاز

ويسمي رشيد نكاز نفسه مرشح الشباب والتغيير ويرفض الانتساب لأي حزب.
في الساعات الأولى من صباح 5 مارس أُعلن عن فشل نقاز في تقديم ملف ترشيحه كاملًا مما ترتب عليه خروجه من سباق الرئاسة، وقد صرح نقاز عن أن اختفاء السيارة التي حوَت التوقيعات التي جمعها إلى جانب شقيقه الذي كان يقودها قبل لحظات من انتهاء مهلة تقديم الملفات تسبب في نقص ملفه، وهذا مع عجزه عن جمع توقيعات بديلة في الساعة الإضافية التي منحها إياه المجلس الدستوري.

### ترشحه للانتخابات الرئاسية الجزائرية (2019)
و لقد أعلن ترشحه للانتخابات الجزائرية في 2019 وباشر بجمع الاستمارات لتقديم ملف ترشح إلى رئاسيات 2019 وكانت كل زيارة له في المدن الجزائرية تتحول لتجمع كبير من الأنصار والفضوليين مستغلا وسائل التواصل الاجتماعية لجمع الأنصار مما دفع بالسلطات لإلقاء القبض عليه عدة مرات خلال حملته لجمع الاستمارات وفي الأخير فرضت عليه الإقامة الجبرية في بيته في ولاية الشلف.